# Thelymitra nuda
Thelymitra nuda är en orkidéart som beskrevs av Robert Brown. Thelymitra nuda ingår i släktet Thelymitra och familjen orkidéer. Inga underarter finns listade i Catalogue of Life.